# 응고인자
응고인자 또는 혈액응고인자(血液凝固因子,Blood clotting factors)는 혈액 응고(blood clotting 또는 blood coagulation) 과정에 관여하는 여러 가지 혈장 성분을 가리킨다.  일반적으로 10가지 정도가 주로 다루어진다.

## 혈액응고
혈액 응고(血液凝固, blood clotting 또는 blood coagulation)는 혈관 밖으로 나온 피가 굳어지는 현상. 지혈 효과가 있어 생명을 유지하는 데 불가결하다.

## 혈액응고검사
혈액응고검사(血液凝固檢査)는 혈액 응고 능력에 이상이 있는지를 확인하는 검사이다. 혈소판 수, 출혈 시간, 응고 시간, 부분적 트롬보플라스틴 시간, 프로트롬빈 시간, 혈병 퇴축 시간, 글로불린 용해 시간 따위를 검사한다. 이런 검사들을 통하여 어떤 응고 인자가 결핍되어 이상이 생겼는지를 알아낼 수 있다.

## 혈액응고인자
혈액응고인자(Blood clotting factors)에는 팩터 I-섬유소원(Fibrinogen), 팩터 II-프로트롬빈(Prothrombin),V-팩터 V(factor V 또는 Proaccelerin 또는 labile factor),VII-팩터VII(프로콘버틴(Proconvertin) 또는 제7인자),VIII-항혈우병인자A(Antihemophilic factor A),IX-항혈우병인자B(Antihemophilic factor B),X-스튜어트-프라워 인자(Stuart-Prower factor),XI-혈장 트롬보플라스틴 전구물질(PTA,Plasma thromboplastin antecendent),
XIII-피브린안정화인자(Fibrin stabilizing factor)등이 있다. 혈액응고(blood clotting 또는 blood coagulation)에는 혈액응고인자(Blood clotting factors)외에 혈소판(Platelet, Thrombocyte)과 조직인자(TF,tissue factor 또는 platelet tissue factor 또는 팩터III(factor III)  또는 CD142)등이 관여한다.

## 같이 보기
- 항응고제
- 비타민 K
- 피브린